# Hein Westerouen van Meeteren
Adriaan Henrik Lambert (Hein) Westerouen van Meeteren (Scheveningen, 7 januari 1950) is een Nederlands politicus, mediator, bedrijfsadviseur en mediafiguur.

## Biografie
Hein van Meeteren is een zoon van mr. Gijsbert Nicolaas Westerouen van Meeteren (1909-2001) en diens eerste vrouw Meina Dina Johanna de Bel (1913-2002). Hij groeide op in Den Haag en studeerde politieke wetenschappen aan de Universiteit Leiden en Sciences Humaines & Philosophie aan de École Normale Superieure in Parijs. Hij werkte van 1978 tot 1980 als verslaggever bij NRC Handelsblad en doceerde tot 1986 massacommunicatie en politieke oriëntatie aan de Christelijke Academie voor de Journalistiek. Hierna was hij vooral actief als opleider/consultant, studeerde rechten aan de Universiteit van Amsterdam en volgde een beroepsopleiding mediation bij het Centrum voor Conflicthantering te Den Haag. Sinds 1997 is hij werkzaam als conflictbemiddelaar en sinds 1998 geregistreerd bij het Nederlands Mediation Instituut. In 2005 startte hij in Amsterdam het advies- en trainingsbureau De School of Controverse. In september 2008 werd hij benoemd als directeur-partner bij het Mediation Trainingsinstituut (MTi) in Amersfoort.
Westerouen van Meeteren was deelnemer aan het VARA-televisieprogramma Het Lagerhuis (1997-2001, 2010) en panellid van het TROS-radioprogramma TROS Forum. In 2006 was hij mediationdeskundige bij de pilot van het SBS6-programma Scheiden of Blijven en verleende medewerking als deskundige dader-slachtoffer Mediation in het programma "Recht Gezet" van John van den Heuvel (RTL 4, 2012).

## Politiek
Van Meeteren was in 1986 kandidaat voor de Tweede Kamer en in 1994 lijsttrekker voor De Groenen. In 2001 stelde hij zich tegenkandidaat naast Thom de Graaf als lijsttrekker voor D66 en in 2002 en 2003 was hij kandidaat-Tweede Kamerlid voor D66.
In augustus 2004 zegde hij zijn lidmaatschap op, naar eigen zeggen omwille van de kabinetsdeelname door D66 aan kabinet Balkenende II. De kabinetsdeelname van D66 beschouwde hij als een verkapte politieke steun aan de bezetting van Irak, waar hij principieel tegen was. In september 2005 meldde hij zich opnieuw als D66-lid aan en in mei 2006 presenteerde hij zich op het D66 voorjaarscongres als kandidaat-lijsttrekker voor de Tweede Kamerverkiezingen. Uiteindelijk werd Alexander Pechtold gekozen als lijsttrekker, Van Meeteren eindigde als derde met 221 van de 3.823 stemmen (2.009 voor Pechtold en 1.752
voor Van der Laan). In maart 2009 verliet hij D66 en werd partijloos burger.
In 2004 nam Van Meeteren met Allard de Rooi het initiatief tot "Openheid over Irak", teneinde de regering te bewegen tot openheid omtrent de bronnen en overwegingen die leidden tot het besluit, de invasie van Irak politiek te steunen. Een handtekeningenactie resulteerde in 138.700 handtekeningen, die op 3 juli 2007 op het Binnenhof werden aangeboden aan vertegenwoordigers van de Eerste Kamer. Op 12 januari 2010 verscheen het rapport van de commissie Davids over de Nederlandse besluitvorming rond de politieke steun van de Nederlandse regering aan de inval en de bezetting van Irak. Op het radio 1 journaal van diezelfde dag verwelkomde Van Meeteren het rapport als een belangrijke nieuwe stap in Openheid over Irak. Na dit rapport kwam de burgeractie op non-actief te staan.